# Brønderslev

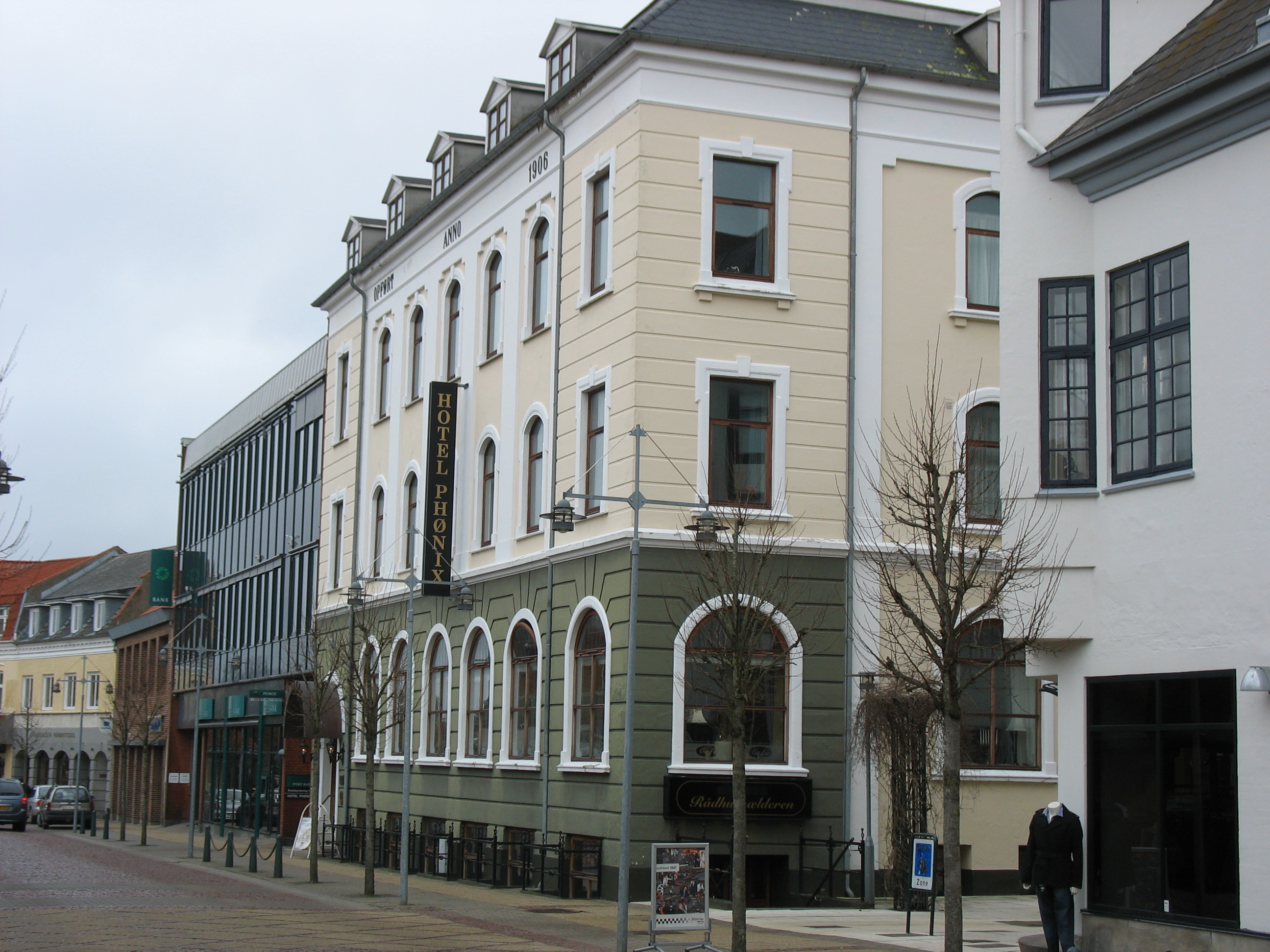
Hotel Phønix - Brønderslev

Die jütländische Stadt Brønderslev anhörenⓘ [ˈbʀœnʔɐsleu̯] (deutsch veraltet Bröndersleben) liegt etwa auf halber Strecke zwischen Aalborg im Süden und Hjørring im Norden in Vendsyssel. Mit diesen Städten ist Brønderslev sowohl durch eine Eisenbahnlinie als auch durch eine Autobahn, die Europastraße 39, verbunden. Das älteste Gebäude der Stadt ist die 1150 erbaute Vester Brønderslev Kirke. Die gleichnamige Kommune mit 36.540 Einwohnern ist 317,0 km² groß (Stand 1. Januar 2023).
In Brønderslev wurde der bronzezeitliche Opferfund von Egebak gemacht.
Entwicklung der Einwohnerzahl (1. Januar):
| - 1980 - 20.290 - 1985 - 20.258 - 1990 - 20.199 - 1995 - 20.105 | - 1999 - 20.075 - 2000 - 20.089 - 2002 - 20.133 - 2003 - 20.174 | - 2005 - 20.107 - 2009 - 11.927 - 2010 - 11.796 - 2015 - 12.171 |

## Söhne und Tochter der Stadt
- Ejnar Mikkelsen (1880–1971), Polarforscher und Inspektor von Grönland
- Asbjørn Hellum (* 1952), Historiker und Archivar
- Marianne Gaarden (* 1964), Bischöfin im Bistum Lolland-Falster